# Широкая конвергенция за спасение Анголы
Широкая конвергенция за спасение Анголы (порт. Convergência Ampla de Salvação de Angola), полное название Широкая конвергенция за спасение Анголы — Избирательная коалиция (CASA-CE) — ангольская левоцентристская политическая организация, оппозиционная правящей МПЛА. Создана весной 2012 года по инициативе Абела Шивукувуку, ранее видного деятеля УНИТА. Дважды добивалась представительства в Национальной ассамблее, но потерпела поражение на выборах 2022 года, после ухода Шивукувуку.

## Разногласия в УНИТА
22 февраля 2002 года в бою с правительственными войсками погиб Жонаш Савимби, исторический лидер УНИТА. Через несколько дней скончался от ран его преемник Антониу Дембу. После этого группа военно-политических функционеров движения во главе с Паулу Лукамбой приняла условия правящего МПЛА, заключила мирное соглашение и перевела УНИТА в статус легальной оппозиции. Гражданская война в Анголе завершилась. Председателем (президентом) УНИТА в 2003 году стал Исайаш Самакува.
Парламентские выборы 2008 года отразили серьёзный спад влияния УНИТА. Её поддержка снизилась до менее 10,5 % по сравнению с более 34 % в 1992 году. Лично Жонаш Савимби, баллотируясь в 1992 на пост президента, получил более 40 %. (Первые в Анголе многопартийные выборы 1992 обернулись резнёй Хэллоуин.)
В УНИТА наметился раскол между сторонниками Самакувы и радикальными деятелями, ориентированными на традицию Савимби. Радикалы объясняли кризис УНИТА компромиссно-лояльной политикой Самакувы. Особенно возмущались ветераны гражданской войны. Кроме того, правые взгляды Самакувы расходились с идеологическим наследием «чёрного социалиста» Савимби.

## Создание и начало деятельности
14 марта 2012 года Абел Шивукувуку — бывший помощник Савимби, один из руководителей разведслужбы и дипломатического аппарата УНИТА — объявил о выходе из партии, в которой состоял 38 лет. Он выразил намерение сформировать новую партию, которая, с одной стороны, будет занимать активную оппозиционную политику, с другой — придерживаться левой ориентации в политическом спектре.
Организация, созданная по инициативе Шивукувуку, получила название Convergência Ampla de Salvação de Angola — Coligação Eleitora: Широкая конвергенция за спасение Анголы — Избирательная коалиция (CASA-CE, в обиходе чаще используется аббревиатура CASA (порт. Casa; КАСА — Дом). 26 апреля 2012 года она была зарегистрирована Конституционным судом. Первой её задачей стало развёртывание избирательной кампании по выборам в Национальную ассамблею.
Первое же электоральное выступление оказалось в принципе успешным: на парламентских выборах 2012 года КАСА поддержали более 345 тысяч — 6 % избирателей. Это позволило создать парламентскую фракцию из 8 депутатов. В мае 2013 года избирательная коалиция CASA-CE преобразовалась в одноимённую политическую партию.

## Идеология и активность
Идеология КАСА выдержана в левоцентристских социал-демократических тонах. На формально-декларативном уровне сходные позиции занимает МПЛА. Однако КАСА резко критиковала режим Жозе Эдуарду душ Сантуша за антисоциальную политику, обогащение правящей верхушки, массовую нищету населения.

Мы должны противостоять правящей номенклатуре Луанды. Поддерживать революционную активность молодёжи против тирании. Учитывать нужды женщин и безработных. Поддерживать предпринимательство и национальное производство. Либо индивидуальные интересы будут подрывать общее благосостояние ангольцев, либо мы сойдёмся ради общей цели — нации, для которой жизнь имеет ценность, семья имеет значение, работа оплачивается, жильё, здравоохранение, образование, борьба с бедностью являются национальными приоритетами.

Абел Шивукувуку

КАСА активно включилась в ангольское протестное движение. Сторонники Шивукувуку участвовали в уличных беспорядках в Луанде в мае 2012 года, которые имели крупные политические последствия. 23 ноября 2013 года активист КАСА Мануэл ди Карвалью («Ганга») был убит солдатами президентской охраны за распространение листовок о судьбе двух оппозиционеров, исчезнувших после 27 мая 2012. КАСА подверглась полицейским преследованиям. Группа руководителей партии, в том числе Америко Шивукувуку (брат Абела Шивукувуку) и Лионел Гомеш (генеральный секретарь) подверглись произвольному аресту. 10 декабря 2013 года КАСА присоединилась к общеоппозиционной Декларации о правах человека в Анголе. Правящий режим резко критикуется за диктаторские методы правления и политические репрессии.
В тот период эксперты характеризовали КАСА как перспективную партию, а Абеля Шивукувуку — как «боевого лидера».
Выборы 23 августа 2017 года показали значительный рост поддержки КАСА. За партию проголосовали почти 640 тысяч избирателей — 9,5 %. Парламентское представительство КАСА выросло вдвое — до 16 мандатов. КАСА стала третьей политической силой страны после МПЛА и УНИТА. Вскоре после выборов пост президента Анголы занял Жуан Лоренсу. Поначалу Лоренсу повёл политику «ангольской оттепели», активно разоблачая авторитаризм и коррупцию времён душ Сантуша. Однако КАСА под руководством Шивукувуку оставалась в жёсткой оппозиции режиму МПЛА.

## Смена лидера и поражение
Единоличное руководство харизматичного Абела Шивукувуку вызвало недовольство ряда активистов. Оппозицию возглавили председатель парламентской фракции КАСА Андре Мендеш ди Карвалью и вице-председатель КАСА Мануэл Фернандеш. В феврале 2019 они добились отстранения Шивукувуку от руководства. Новым президентом партии вначале стал Мендеш ди Карвалью. Два года спустя, в феврале 2021, его сменил Фернандеш.
Абел Шивукувуку вышел из КАСА и попытался учредить новую политическую структуру — Партию возрождения Анголы. Однако эта партия не была зарегистрирована Конституционным судом. Перед очередными парламентскими выборами Шивукувуку вернулся в УНИТА, которую с 2019 возглавляет Адалберту Кошта Жуниор. 
КАСА приобрела характер избирательной коалиции шести небольших маловлиятельных партий. Ослабло общее руководство, нарушилась организационно-политическая координация. Отмечалось, что преемники Шивукувуку не обладали политическим потенциалом и харизмой основателя. Комментаторы предрекали разрушение КАСА. Был замечен переход активистов в Гуманистическую партию Анголы Флорбелы Малакиаш.
На выборах 24 августа 2022 года КАСА потерпела сокрушительное поражение. За партию проголосовали менее 47 тысяч избирателей, что составило всего 0,75 %. Стало очевидно, что прежняя популярность КАСА держалась в основном на личности Абела Шивукувуку.